# 王陵母墓

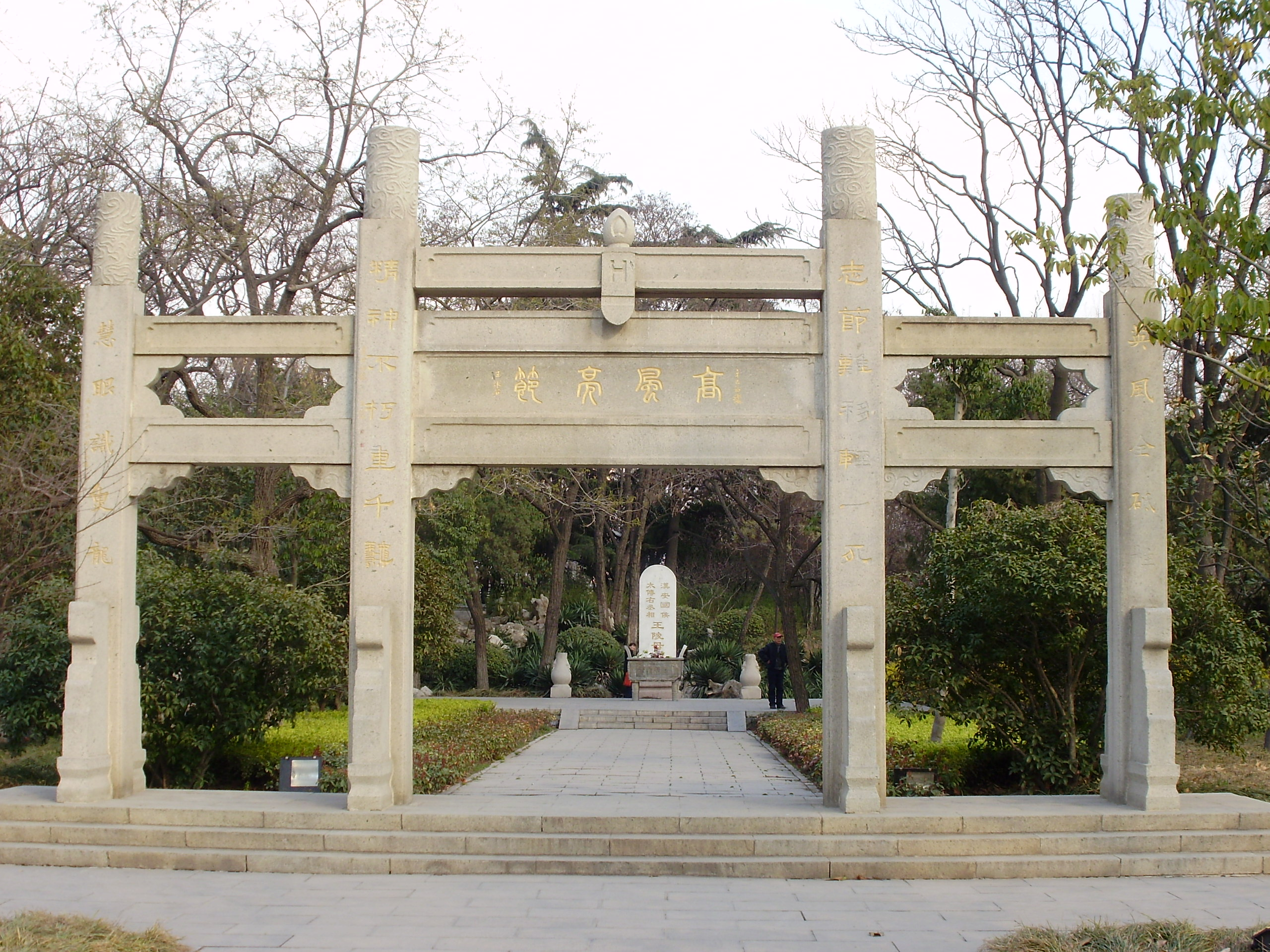
王陵母墓

王陵母墓，位于中国徐州市王陵路，现为徐州的旅游景点之一，相传归属于汉代名臣王陵之母，墓前立有刻“汉安国候太傅右丞相王陵母之墓”的石碑。楚汉相争时，王陵母被项羽劫持，企图招降王陵。王陵母宁死不屈，反劝王陵要尽心辅佐汉王，并拔剑自刎，此举惹怒项羽，将其烹煮。王陵母墓便是为纪念其烈举而立。
不过，经考古调查与勘探，只能初步判定此墓是东汉时期所建，是否真正属于王陵母仍需进一步勘测取证。